# Dmytro Stratan
Pour les articles homonymes, voir Stratan.
Dmytro Ivanovych Stratan dit également Dmitriy (en ukrainien : Стратан Дмитро Іванович, en roumain Dumitru Stratan ; né le 24 janvier 1975 à Lviv) est un joueur de water-polo ukrainien (d'origine moldave), ayant pris la nationalité russe en 1997. 
Il remporte la médaille d'argent lors des Jeux olympiques de 2000 à Sydney et de celle de bronze à Athènes en 2004 avec l'équipe de Russie de water-polo masculin. Il participe également aux Jeux olympiques de 1996 à Atlanta avec l'équipe d'Ukraine de water-polo masculin.